# Moritz vom Sode
Moritz vom Sode (auch: Moritz von Soden und Moritz von Sode oder Mauritius de Sode sowie Mauritius a Soden; * 1527 in Hannover; † 20. März 1606 in Hildesheim) war ein deutscher Theologe, Kanoniker, Propst und Stiftungsgründer.

## Leben

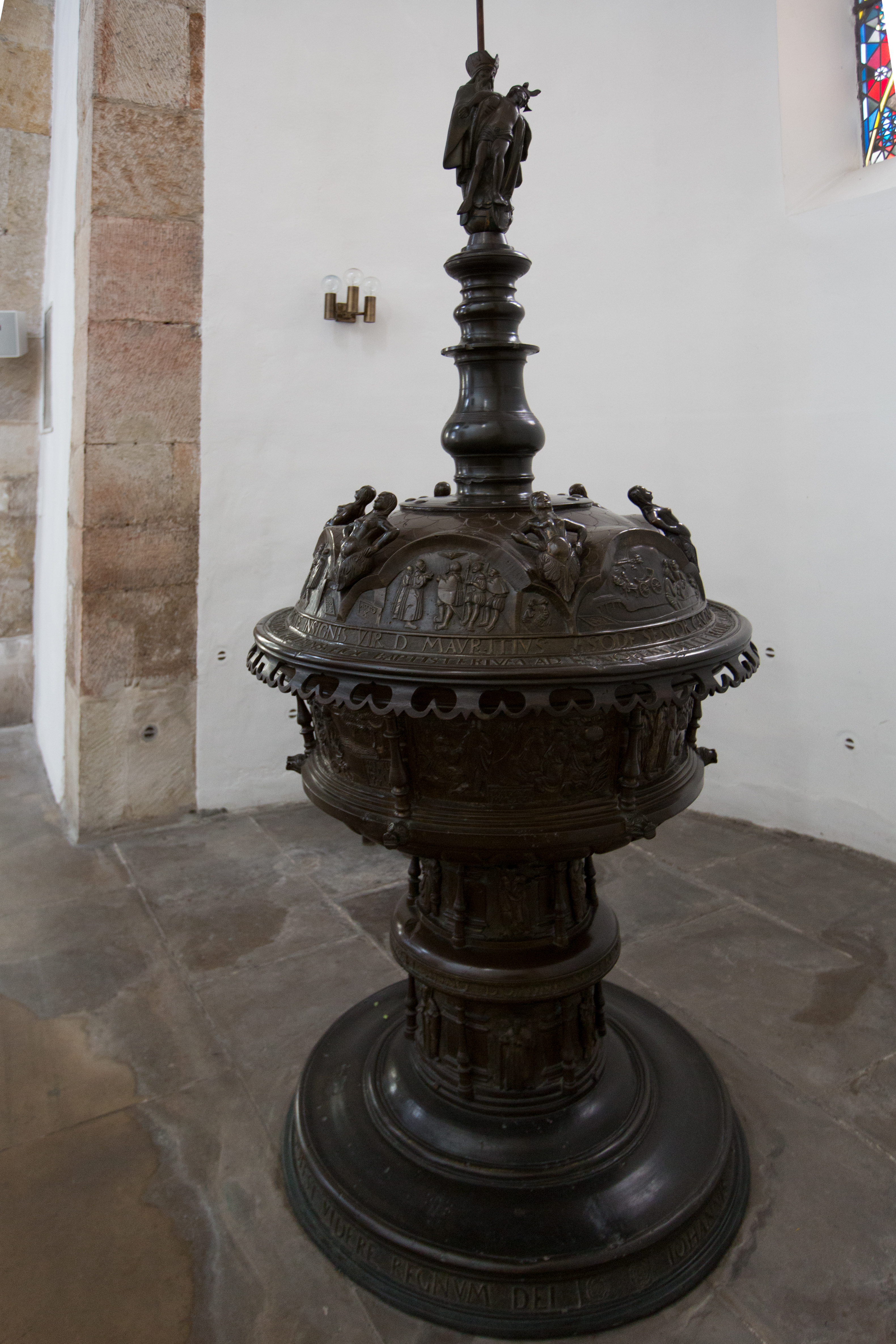
Das 1590 von von Sode gestiftete und 1592 von Mante Pelckinck gegossene Taufbecken in der Kirche Heilig Kreuz in Hildesheim

Moritz vom Sode war ein Abkömmling der seit dem Mittelalter nachweisbaren hannoverschen Kaufmanns- und Patrizierfamilie von Soden, die im Lauf der Jahrhunderte mehrere Ratsherren und Bürgermeister stellte. Laut dem Wäskenbok war vom Sode der jüngste Sohn des Hannoveraner Bürgers Hans von Sode sowie der Katharina Krudener.
Im Oktober 1549 schrieb er sich an der Universität Köln ein. Sein Studium beendete er 1551 mit dem Titel eines Lizenziaten der Theologie.
Später wurde vom Sode in Hildesheim „Senior-Kanoniker des Kollegiatstifts Heilig Kreuz und Propst des Hildesheimer Nonnenklosters der heiligen Maria Magdalena“. Nachdem der Kanoniker bereits 1575 Propst in Hildesheim geworden war, ließ er aus den Einkünften des Maria-Magdalenen-Klosters am 8. Mai 1577 den Gebäudekomplex Mühlenstraße 18 bis 20 (ehemals mit den Hausnummern 1403 bis 1405, im Zweiten Weltkrieg zerstört) für die Kurie des Stiftes errichten.
Rund ein Jahrzehnt später stiftete vom Sode seiner Heimatstadt Hannover als eine der ersten bürgerlichen Stiftungen nach der Reformation ein Legat, mit dem laut der Stiftungsurkunde von 1587 auf dem Gelände des ehemaligen Barfüßerklosters ein Hospital für achtzehn Bedürftige errichtet werden sollte, neun Männer und neun Frauen. Dieses sogenannte „Sodensche Kloster“ wuchs später zum Altersheim namens Rats- und von-Soden-Kloster zusammen und war einer der Namensgeber des Klostergangs an der Leine.
1590 stiftete Moritz vom Sode der – katholischen – Hildesheimer Heilig-Kreuz-Kirche das bis 1592 von dem Hildesheimer Gießer Mante Pelckinck gegossene Taufbecken. Auch die beiden Postamente mit den Figuren der Apostel Petrus und Paulus vor der Kirche wurden 1603 von vom Sode gestiftet.
Spätestens in seinem Todesjahr 1606 war an der Front des (nicht mehr vorhandenen) Gebäudes in der Hildesheimer Straße Am Platze 7 (ehedem das Haus Nummer 477) an der „Seite nach dem Meyerhof“ eine Inschrift mit Hinweis auf Moritz von Sode als „Gründer [...] des Hauses der Vikarie“ angebracht worden.
Moritz vom Sode wurde 1606 mitten in der Heilig-Kreuz-Kirche beigesetzt in der Nähe seiner Stiftung; daher „läßt [sich] vermuten, daß auch das südliche Seitenschiff nicht der originale Standort der Taufe war.“

## Archivalien
An Archivalien von und über Moritz von Sode finden sich beispielsweise
- die Akte Stiftungen des Moritz von Sode, Kanoniker und Propst von St. Magdalenen in Hildesheim zu Gunsten verschiedener kirchlicher Einrichtungen in Hildesheim für die Zeit von 1685 bis 1735 (Nebenlaufzeit 1575), im Niedersächsischen Landesarchiv (Standort Hannover), Signatur NLA HA Hild. Br. 3/8 Nr. 114/7 (ehemals Alte Abt. I Nr. 28 Vol. 2, Kirchenfabrikregister Hild. Br. 3/8 Kollegiatstift St. Crucis in Hildesheim)[10]